# Línea 1 del Biotren
La Línea 1 del Biotren es la más antigua de las actuales dos líneas que conforman el sistema de ferrocarril metropolitano de la ciudad de Concepción en Chile. Consta de 12 estaciones y 38,2 kilómetros de extensión, conectando 5 comunas del Gran Concepción.
Usando la línea férrea correspondiente al Ramal San Rosendo-Talcahuano, esta línea se encuentra en su gran mayoría aledaña o cercana al eje vial Talcahuano-Chiguayante (Blanco Encalada-Colón-21 de Mayo-Prat/Nueva Prat-Pedro de Valdivia-8 Oriente-Manuel Rodríguez), arteria que conecta de oeste a este el Gran Concepción. Solo se exceptúan el tramo Los Cóndores-Mercado de Talcahuano que pasa por sectores de Talcahuano un poco más alejados del eje vial y el tramo Leonera-Hualqui que se ubica aledaño al Camino a Hualqui hasta la llegada a la zona urbana de esa comuna, en donde continua bordeando el río Biobío. El resto se ubica o a un costado o a 100 metros de la misma. Se interseca con la Línea 2 en la estación Concepción.
Constituye el primer ferrocarril metropolitano del sur de Chile y el tercero de Chile luego de Metro de Santiago y Merval (hoy Tren Limache-Puerto).[cita requerida]

## Historia
En sus inicios constaba de 3 estaciones y 2 paraderos (primera generación). Con el pasar del tiempo se fueron adquiriendo más material rodante y en 2001 se amplió el servicio a 10 estaciones (segunda generación).
Para el año 2004 el presidente Ricardo Lagos dio a conocer el sistema Biovías: el nuevo Sistema de Transporte Integrado de Concepción, que incluía renovación al Biotrén que reemplazaba el parque de automotores, de reestructurar la Red de Biotrén creando, remodelando y reubicando las estaciones, y de integrarla con otros modos de transporte a través de Estaciones de Intercambio Modal (EIM).

### Estaciones (tercera generación)
A raíz de la ejecución de Biovías, la línea 1 aumentó de diez a doce bioestaciones y se incorporó la Línea 2. Las estaciones del Biotrén o Bioestaciones presentan una arquitectura totalmente renovada respecto al antiguo sistema. Los andenes son techados y poseen acceso para personas con discapacidad.

## Estaciones
Las estaciones de la Línea 1, en el sentido de poniente a oriente, son las siguientes:
| Estación              | Inauguración            | Acceso para discapacitados | Ubicación                                 | Comuna      | Comb.                                         | Estación       | Zona tarifaria |
| --------------------- | ----------------------- | -------------------------- | ----------------------------------------- | ----------- | --------------------------------------------- | -------------- | -------------- |
| Mercado de Talcahuano | 24 de noviembre de 2005 | Acceso para discapacitados | Av. Valdivia con Cristóbal Colón          | Talcahuano  |                                               | Terminal       | Zona 5         |
| El Arenal             | Diciembre de 1999       | Acceso para discapacitados | Av. Valdivia con Bilbao                   | Talcahuano  |                                               | De paso        | Zona 5         |
| Hospital Las Higueras | 24 de noviembre de 2005 | Acceso para discapacitados | Carlos Dittborn con Daniel Peine          | Talcahuano  |                                               | De paso        | Zona 4         |
| Los Cóndores          | Diciembre de 1999       | Acceso para discapacitados | Av. Cristóbal Colón esq. Av. Las Amapolas | Talcahuano  |                                               | De paso        | Zona 4         |
| UTFSM                 | Diciembre de 1999       | Acceso para discapacitados | Arteaga Alemparte (frente a la UTFSM)     | Hualpén     |                                               | De paso        | Zona 4         |
| Lorenzo Arenas        | 1 de marzo de 2001      | Acceso para discapacitados | Av. Laguna Redonda con Dr. Santa Cruz     | Concepción  |                                               | De paso        | Zona 3         |
| Concepción            | 2000                    | Acceso para discapacitados | Av. Padre Hurtado con Freire              | Concepción  | Combinación con Línea 2 · Estación Intermodal | De combinación | Zona 3         |
| Chiguayante           | Diciembre de 1999       | Acceso para discapacitados | Av. 8 Oriente con Ozorimbo Barbosa        | Chiguayante |                                               | De paso        | Zona 2         |
| Pedro Medina          | 1 de marzo de 2001      | Acceso para discapacitados | 18 de septiembre con Pedro Medina         | Chiguayante |                                               | De paso        | Zona 2         |
| Manquimávida          | 1 de marzo de 2001      | Acceso para discapacitados | Camino Línea Férrea con Manquimavida      | Chiguayante |                                               | De paso        | Zona 2         |
| La Leonera            | 1 de marzo de 2001      | Acceso para discapacitados | Av. Bernardo O'Higgins con Calle 1        | Chiguayante |                                               | De paso        | Zona 2         |
| Hualqui               | 1 de marzo de 2001      | Acceso para discapacitados | Patricio Lynch con La Concepción          | Hualqui     |                                               | Terminal       | Zona 1         |

## Ficha técnica
- Nombre: Línea 1: Talcahuano - Hualqui
- Trazado:
  - Avenida Valdivia: 2 estaciones
  - El Arenal - Enlace Ramal Barrio Industrial: Sin estaciones
  - Carlos Dittborn: 1 estación
  - Las Hortencias: Sin estaciones
  - Avenida Cristóbal Colón: 1 estación
  - Arteaga Alemparte: 1 estación
  - Avenida Laguna Redonda: 1 estación
  - Avenida Padre Hurtado: 1 estación
  - Arrau Méndez: Sin estaciones
  - Camino a Chiguayante: Sin estaciones
  - Avenida 8 Oriente: 1 estación
  - Avenida Lib. Bernardo O'Higgins / Camino Línea Férrea: 3 estaciones
  - Camino a Hualqui: Sin estaciones
  - Patricio Lynch: 1 estación

- Método constructivo: Línea férrea por superficie
  - Proyecto: Est. Concepción bajo túnel (entre Enlace Manuel Rodríguez y Paso Sobre Nivel Esmeralda).

- Fechas de entrega:
  - Habilitación estaciones El Arenal, Concepción (estación antigua) y Hualqui: 1999
  - Primera generación de paraderos (Chiguayante, Mercado de Talcahuano): 1999
  - Habilitación estación nueva de Concepción: 2000
  - Segunda generación de paraderos (Los Cóndores, UTFSM, Pedro Medina, Manquimavida, Leonera): 2001
  - Re acondicionamiento paraderos primera y segunda generación: 2005
  - Tercera generación de paraderos (Lorenzo Arenas, Hospital Higueras): 2005